# Alfonso di Brienne
Alfonso di Brienne, conosciuto anche come Alfonso d'Acri (Acri, 1228 circa – Tunisi, 14 settembre 1270), era figlio di Giovanni di Brienne e di Berenguela di León. Fu Grand chambrier de France, conte d'Eu e visconte di Cyrel.

## Biografia
Nato intorno al 1227 da Giovanni di Brienne, re di Gerusalemme e da Berengaria di León, Alfonso di Brienne sposò intorno al 1250 Maria d'Exoudun, figlia di Raul II d'Exoudun, della casa di Lusignano, signore di Exoudun, conte d'Eu, dalla quale ebbe 4 figli:
- Giovanni II di Brienne (c. 1250-12 giugno 1294), conte di Eu,
- Isabelle di Brienne (c. 1254-1302/07),
- Margherita di Brienne (c. 1257-20 maggio 1310), viscontessa di Thouars,
- Bianca di Brienne (c. 1260-c. 1338), badessa di Maubuisson dove fu sepolta nel piccolo coro invernale della chiesa abbaziale.

Alfonso prese parte alla settima crociata (1248) come scudiero, insieme a suo fratello Luigi. Nel 1265, andò in aiuto di suo cugino Alfonso X, re di Castiglia, nella sua lotta contro i Mori. Mostrò grande coraggio e difese con successo la fede cristiana, per cui ricevette un messaggio di congratulazioni da Papa Clemente IV.
Morì il 14 settembre 1270 a Tunisi durante l'ottava crociata, nella stessa epidemia che uccise il re Luigi IX. Il suo corpo fu riportato in Francia e sepolto accanto a San Luigi nella Basilica di Saint-Denis.

## Ascendenza
|                         |                       |                             | Genitori                  |  |  | Nonni |  |  | Bisnonni                |  |  | Trisnonni          |  |
|                         |                       |                             |                           |  |  |       |  |  | Gualtieri II di Brienne |  |  | Erard I di Brienne |  |
|                         |                       |                             |                           |  |  |       |  |  | Gualtieri II di Brienne |  |  | Erard I di Brienne |  |
|                         |                       | Alice di Roucy-Ramerupt     |                           |  |  |       |  |  | Gualtieri II di Brienne |  |  |                    |  |
| Erardo II di Brienne    |                       |                             |                           |  |  |       |  |  | Gualtieri II di Brienne |  |  |                    |  |
|                         |                       | Adele di Soissons           | Giovanni I di Soissons    |  |  |       |  |  |                         |  |  |                    |  |
|                         |                       | Adele di Soissons           | Giovanni I di Soissons    |  |  |       |  |  |                         |  |  |                    |  |
|                         |                       | Adele di Soissons           | Aveline di Pierrefonds    |  |  |       |  |  |                         |  |  |                    |  |
| Giovanni di Brienne     |                       | Adele di Soissons           |                           |  |  |       |  |  |                         |  |  |                    |  |
|                         |                       | Amedeo II di Montfaucon     | Riccardo II di Montfaucon |  |  |       |  |  |                         |  |  |                    |  |
|                         |                       | Amedeo II di Montfaucon     | Riccardo II di Montfaucon |  |  |       |  |  |                         |  |  |                    |  |
|                         |                       | Amedeo II di Montfaucon     | Sofia di Montbéliard      |  |  |       |  |  |                         |  |  |                    |  |
| Agnese di Montfaucon    |                       | Amedeo II di Montfaucon     |                           |  |  |       |  |  |                         |  |  |                    |  |
|                         |                       | Beatrice Grandson-Joinville | Roger de Joinville        |  |  |       |  |  |                         |  |  |                    |  |
|                         |                       | Beatrice Grandson-Joinville | Roger de Joinville        |  |  |       |  |  |                         |  |  |                    |  |
|                         |                       | Beatrice Grandson-Joinville | Adelarde di Vignory       |  |  |       |  |  |                         |  |  |                    |  |
| Alfonso di Brienne      |                       | Beatrice Grandson-Joinville |                           |  |  |       |  |  |                         |  |  |                    |  |
|                         | Ferdinando II di León | Alfonso VII di León         |                           |  |  |       |  |  |                         |  |  |                    |  |
|                         | Ferdinando II di León | Alfonso VII di León         |                           |  |  |       |  |  |                         |  |  |                    |  |
|                         | Ferdinando II di León | Berengaria di Barcellona    |                           |  |  |       |  |  |                         |  |  |                    |  |
| Alfonso IX di León      | Ferdinando II di León |                             |                           |  |  |       |  |  |                         |  |  |                    |  |
|                         |                       | Urraca del Portogallo       | Alfonso I del Portogallo  |  |  |       |  |  |                         |  |  |                    |  |
|                         |                       | Urraca del Portogallo       | Alfonso I del Portogallo  |  |  |       |  |  |                         |  |  |                    |  |
|                         |                       | Urraca del Portogallo       | Mafalda di Savoia         |  |  |       |  |  |                         |  |  |                    |  |
| Berenguela di León      |                       | Urraca del Portogallo       |                           |  |  |       |  |  |                         |  |  |                    |  |
|                         |                       | Alfonso VIII di Castiglia   | Sancho III di Castiglia   |  |  |       |  |  |                         |  |  |                    |  |
|                         |                       | Alfonso VIII di Castiglia   | Sancho III di Castiglia   |  |  |       |  |  |                         |  |  |                    |  |
|                         |                       | Alfonso VIII di Castiglia   | Bianca Garcés di Navarra  |  |  |       |  |  |                         |  |  |                    |  |
| Berenguela di Castiglia |                       | Alfonso VIII di Castiglia   |                           |  |  |       |  |  |                         |  |  |                    |  |
|                         |                       | Eleonora d'Inghilterra      | Enrico II d'Inghilterra   |  |  |       |  |  |                         |  |  |                    |  |
|                         |                       | Eleonora d'Inghilterra      | Enrico II d'Inghilterra   |  |  |       |  |  |                         |  |  |                    |  |
|                         |                       | Eleonora d'Inghilterra      | Eleonora d'Aquitania      |  |  |       |  |  |                         |  |  |                    |  |
|                         |                       | Eleonora d'Inghilterra      |                           |  |  |       |  |  |                         |  |  |                    |  |